# Melian (Band)
Melian ist eine Metalcore-Band aus dem argentinischen Buenos Aires.

## Geschichte
Melian wurde im Jahr 2008 in der argentinischen Hauptstadt Buenos Aires gegründet. Gründungsmitglieder sind Martín Beas Nuñez (Gesang), Alejandro Picardi (E-Bass), Hernán Rodriguez (E-Gitarre, Gesang) und Alejandro Picardi (Schlagzeug). Die Musiker in der Gruppe sind argentinischer und peruanischer Herkunft. Noch im Gründungsjahr wurde die EP Melian mit vier Stücken aufgenommen, die nur digital veröffentlicht wurde.
Die Band spielte bereits mit Alesana, Black Veil Brides, Story of the Year, Silverstein, A Day to Remember und A Skylit Drive. Mit Silverstein spielte die Gruppe auf dem Morrison Fest 3 im Februar 2009 in Lima. Melian war es durch den Kontakt der peruanischen Bandmitglieder möglich, auf einem Musikfestival in Peru aufzutreten. Auch spielte Melian auf dem NOSOYROCK und der Resistance Tour. Durch den Einstieg von Andrés Blanco Druetta im Jahr 2011 als Schlagzeuger wurde Alejandro Picardi zum Sänger der Band. Neben den Auftritten mit internationalen Szenegrößen spielte die Gruppe auch mit Bands wie Deny, En Nuestros Corazones, Nueva Ética, Plan Cuatro (Plan 4), Clay, Mi Ultima Solucion und Valor Interior.
Im März des Jahres 2011 brachte die Gruppe ihr Debütalbum Entre espectros y fantasmas über das Label Firme y Alerta heraus. Bei diesem Label brachte auch Coralies ihr Debütalbum heraus. Es wurde in den Infire Studios von Javier Casas, der auch für DENY und Dar Sangre arbeitete, produziert. Die Gruppe wechselte zu Pinhead Records und veröffentlichte am 3. Dezember 2012 ihr Nachfolge-Album unter dem Titel Semper Fidelis über das Label. Wie beim Debüt war auch hier Javier Casas Produzent des Albums. Nachdem im Frühjahr 2014 bereits eine DVD namens Juntos movemos montañas veröffentlicht worden war, erschien am 25. Oktober 2014 mit Epitafios das bereits dritte Studioalbum der Band. Nachdem die Gruppe hauptsächlich auf nationaler Ebene getourt hatte, folgten Auftritte in Peru und Kolumbien, wo die Band erstmals auftrat. Im Oktober 2015 spielte die Band erstmals in Paraguay.

## Bekanntheit
Melian gehört in Argentinien zu den bekannteren Bands in der nationalen Metalcore-Szene, was nicht zuletzt zu Support-Auftritten für mehrere internationale Szenegrößen führte. So spielte die Band bereits als Support für Alesana und A Skylit Drive, welche am 7. und 8. Dezember 2010 im Rahmen der „The-Emptiness“-Tour in Buenos Aires Station machten. Am 14. Januar 2012 war Melian Opener für Black Veil Brides im Groove, in Palermo, Buenos Aires.
Im Juni 2011 war Melian gemeinsam mit Deny Support für A Day to Remember im Teatro Colegiales. Auf dem Morrison Fest 3, dass am 8. Februar 2009 in Lima, der Hauptstadt Perus stattfand, hatte Melian die Möglichkeit mit Silverstein zu spielen. Auch steht ein Konzert mit Story of the Year zu Buche.
Auch spielte die Gruppe mit namhaften auf nationaler Ebene bekannten Bands, gab Konzerte in Argentinien, Peru und Chile. In Chile spielte die Gruppe unter anderem mit Sudarshana und Cenizas.

## Stil
Die Gruppe spielt Metalcore, bei dem der Gesang zwischen Screams und Klargesang wechselt, weshalb die Gruppe auch dem Post-Hardcore zugeordnet werden kann. Außerdem wird die Musik auch vom Screamo beeinflusst. Die Texte der Gruppe sind allesamt in spanischer Sprache verfasst.

## Diskografie
- 2008: Melian (EP, kein Label)
- 2011: Entre espectros y fantasmas (Firme y Alerta)
- 2012: Semper fidelis (Pinhead Records)
- 2014: Epitafios (Pinhead Records)
- 2018: El orden del caos (Vegan Records)

### DVDs
- 2014: Juntos movemos montañas (Pinhead Records)